# Skid Row
Skid Row es una banda de heavy metal y sleaze rock estadounidense fundada en 1986 por el bajista Rachel Bolan y el guitarrista Dave "The Snake" Sabo en Toms River, Nueva Jersey. Para completar su formación, tras sufrir varios cambios, Bolan y Sabo reclutaron al guitarrista Scotti Hill, al baterista Rob Affuso y por último al vocalista Sebastian Bach. Skid Row alcanzó la fama con su álbum debut, llamado de manera homónima y que alcanzó la sexta posición en el Billboard 200.
Cabe señalar que el nombre de la banda fue tomado de la banda irlandesa Skid Row, a donde pertenecía el guitarrista Gary Moore, quien cobró 35 000 dólares por concepto de derechos de autor y a quien al momento de firmar con Atlantic Records los estadounidenses pagaron esa cifra para su uso. El mismo es un término inglés que significa "barrio bajo".
La banda había vendido 20 millones de álbumes en todo el mundo hasta finales de 1996.

## Historia

### Primeros años ySkid Row(1986 - 1991)
La agrupación se formó en 1986 en Toms River, Nueva Jersey. Su formación inicial consistía en Matt Fallon (voz), Dave "The Snake" Sabo, Scotti Hill (guitarras), Rachel Bolan (bajo) y Rob Affuso (batería). Más tarde se uniría a la agrupación el vocalista Sebastian Bach, reemplazando a Fallon. La banda empezó tocando en clubes en el Este de los Estados Unidos. Asistido por su amigo Jon Bon Jovi, Sabo aseguró un contrato para Skid Row con la productora Atlantic Records en 1988, cuando entraron al estudio con Michael Wagener (productor de Ozzy Osbourne, White Lion y Extreme, entre otros) para grabar su primer disco.
Skid Row, lanzado en enero de 1989, fue un éxito instantáneo. Produjo los reconocidos sencillos «18 and Life», «I Remember You», y «Youth Gone Wild». La banda se vio envuelta también en algunos incidentes, entre ellos la disputa legal por regalías al mencionado Jon Bon Jovi y al guitarrista Richie Sambora. A pesar de las peleas legales con Bon Jovi, el disco fue el más vendido de Skid Row con 5 millones de copias solo en Estados Unidos, siguiendo el prototipo de las bandas de glam metal de la época, aunque con un sonido ligeramente más pesado.

### Slave to the GrindyB-Side Ourselves(1991 - 1994)
Skid Row, volvió al estudio con Atlantic en 1990, para grabar su segundo álbum Slave to the Grind, lanzado en junio de 1991, debutó en el puesto n.º 1 en las listas norteamericanas. Slave to the Grind se convirtió en un éxito, sobre todo por temas como «Monkey Business», «Slave to the Grind» y «Wasted Time». Skid Row una vez más sale de gira, esta vez junto a Guns N' Roses, Faith No More y Metallica en 1991, y realiza una aparición en el festival Donington en 1992 junto a Iron Maiden, Slayer y W.A.S.P. entre otros. Es considerado el primer disco de rock duro en debutar en el puesto No.1 de la Billboard, a pesar de esto el álbum no pudo compararse en el volumen de ventas a su antecesor: Slave to the Grind (2'000,000) y Skid Row debut (5'000,000).
A diferencia del estilo glam metal de su álbum debut, este trabajo tiene un sonido más heavy metal que cambiaría el estilo de la banda de ahí en adelante.
Aún con su formación original, en 1992, Skid Row, graba un EP (Extended play), en septiembre de 1992, debutó en el puesto n.º 58 de la Billboard 200. Este EP, cuenta con versiones de: The Ramones, Kiss, Judas Priest, Rush y Jimi Hendrix.

### Subhuman RaceyThickskin(1994 - 2006)
En 1994, Skid Row se separa del productor Michael Wagener y regresa al estudio con Bob Rock (productor de bandas como Metallica, Mötley Crüe y The Offspring entre otras), para grabar su tercer álbum de estudio. En marzo de 1995 lanzaron Subhuman Race con un sonido prominentemente más pesado rozando incluso el Thrash Metal lo que provocó que fuese un álbum más inaccesible al público mayoritario. Sus videos eran pasados raras veces en MTV, en parte debido al aumento de la popularidad del estilo grunge lo cual era signo del declive de muchos estilos de heavy metal y hard rock de 1980.
Finalmente, a finales de 1996, Sebastian Bach fue despedido por la banda luego de una discusión con Rachel Bolan sobre una oportunidad de ser teloneros de Kiss, pese a la insistencia de Bach de participar en el concierto, Bolan y Sabo argumentaron que no lo harían por considerar a Skid Row una banda demasiado grande para telonear a cualquier otra. Poco después, el baterista Rob Affuso dejó la banda en protesta por el despido de Sebastian Bach. Aunque el grupo nunca se disolvió oficialmente, los miembros restantes tocaron brevemente en un grupo llamado Ozone Monday a mediados de 1998, que incluyó al vocalista Sean McCabe.
En 1998, se editó 40 Seasons: The Best of Skid Row, disco recopilatorio, incluye entre otras, las canciones "18 and Life", "I Remember You" y "Youth Gone Wild", además incluye una nueva versión (remix) de "Into Another", "My Enemy", "Breakin' Down", un demo de "Frozen", un tema en vivo "Beat Yourself Blind" y como novedad, 2 nuevos tracks: "Forever" y "Fire in the Hole".
Skid Row con "new look", en 1999, se reúne con Johnny Solinger en la voz, y esta vez con Phil Varone (proveniente de Saigon Kick) en la batería. Una vez reunidos, fueron teloneros de Kiss en su Farewell Tour.
Lanzaron su sexto trabajo de estudio, Thickskin, en 2003 el cual fue un fracaso en ventas y tuvo una recepción nula en los medios. Tras el lanzamiento del álbum, Varone abandona la agrupación y es reemplazado por Dave Gara.

### Revolutions Per MinuteyUnited World Rebellion - Chapter 1&2(2006 - 2015)
El séptimo álbum de Skid Row, Revolutions per Minute, salió a la venta el 24 de octubre de 2006. Michael Wagener se reunió temporalmente con la banda para la producción de este disco. El intento no dio los resultados esperados y tuvo una recepción inferior a su predecesor, sin embargo Rachel Bolan opina que es un álbum alegre, con influencia punk y country, debido a que su actual vocalista encaja con dichas tendencias musicales.
En abril del año 2010 el baterista Dave Gara es reemplazado por Rob Hammersmith, quien tocó en bandas como Rockets to Ruin y Gunfire 76.
En el año 2012, la banda anunció que lanzarían una serie de tres EP al mercado en un tiempo aproximado de 12 a 18 meses.
El 16 de abril del año 2013, Skid Row publicó su primer proyecto desde "Revolutions Per Minute" del año 2006, el EP United World Rebellion - Chapter 1. Según el bajista Rachel Bolan y el baterista Rob Hammersmith, el sonido de su nuevo proyecto es un cruce entre Thickskin y Slave To The Grind.
La grabación fue realizada por la discográfica Megaforce Records y logró vender 1,500 copias en su primera semana en los Estados Unidos, lo cual significó un nuevo fracaso discográfico para la banda tomando en cuenta el vasto mercado estadounidense.
Tiempo después, el día 5 de agosto del año 2014 se lanzó el segundo EP de está colección: Rise Of The Damnation Army – United World Rebellion: Chapter Two, producido de la misma manera por la discográfica Megaforce Records, el cual apenas logró vender 1300 copias en su primera semana en los Estados Unidos.

### Salida de Solinger y la era de ZP Theart(2015 - 2021)
En el año 2015, Johnny Solinger, vocalista de la banda desde el año 1999, es despedido por problemas con la banda y ese mismo día la banda anunció que el nuevo vocalista de la banda sería Tony Harnell, miembro de la banda de metal melódico, TNT. Sin embargo, en diciembre de ese mismo año, Tony Harnell abandona la banda por problemas con los demás miembros y la banda decide traer al ex-vocalista de la famosa banda Dragonforce, ZP Theart, para que los ayudara con el tour fichado para el año 2016.
En enero del año 2017, se nombra como miembro oficial al vocalista y en marzo del año 2018, se revela que la banda se encuentra trabajando en la tercera parte de su proyecto iniciado en 2012, el cual será un álbum de estudio completo que pondrá fin a la trilogía de "United World Rebellion".
En el año 2019, la banda lanza una edición deluxe de su álbum debut homónimo lanzado en 1989 a modo de celebración del 30 aniversario de este. Este incluye el álbum original remasterizado, además de añadir la canción "Forever" como canción extra, e incluía una actuación de la banda en directo realizada el día 28 de abril de 1989 en el "Marquee" de California.
Durante el verano del mismo año, el ex-vocalista de la banda, Sebastian Bach, anunció que tenía planes de realizar un tour para celebrar el 30 aniversario del álbum homónimo de Skid Row, por lo que lanzó una invitación abierta a sus excompañeros de Skid Row para que lo acompañaran durante la celebración en el escenario por primera vez desde su separación. El Guitarrista Dave "Snake" Sabo rechazo la oferta, mientras que el ex-baterista de la banda, Rob Affuso, confirmó que se uniría a Sebastián durante su tour.
En el año 2020, la banda anunció que su álbum de estudio se encuentra en proceso, pero que sería lanzado este mismo año. La banda tuvo que parar su actual debido a la contingencia provocada por la pandemia de la COVID-19.

### The Gang's All Here(2022)
Aunque originalmente el disco se grabó con el vocalista ZP Threat, finalmente en marzo de 2022 se anunció que abandonaba la banda por diferencias con el resto de los integrantes y sería sustituido por Erik Grönwall, que regrabaría las voces del disco. El título del disco será The Gang's All Here y se publicó el 14 de octubre de 2022.

## Miembros
Miembros actuales
- Scotti Hill - Guitarra (1986 - presente)
- Dave Sabo - Guitarra (1986 - presente)
- Rachel Bolan - Bajo (1986 - presente)
- Rob Hammersmith - Batería (2010 - presente)

Antiguos miembros
- Matt Fallon - Voz (1986)
- Rob Affuso - Batería, percusión (1987 - 1996)
- Phil Varone - Batería (1999 - 2004)
- Sebastian Bach - Voz (1987 - 1996)
- Steve Brotherton - Guitarra (1986, 2005)
- Kurtis Jackson - Guitarra (1986, 2005)
- Max Arancibia - Batería
- Tim DiDuro - Batería (2004)
- Keri Kelli - Guitarra (2005, 2008)
- Dave Gara - Batería (2004 - 2010)
- Johnny Solinger - Voz (1999 - 2015)
- Tony Harnell - Voz (2015)
- ZP Theart - Voz (2017 - 2022)
- Erik Grönwall - Voz (2022 - 2024)

## Discografía

### Álbumes de estudio
| Fecha                 | Álbum                  | Discográfica    |
| --------------------- | ---------------------- | --------------- |
| 24 de enero de 1989   | Skid Row               | Atlantic        |
| 11 de junio de 1991   | Slave To The Grind     | Atlantic        |
| 28 de marzo de 1995   | Subhuman Race          | Atlantic        |
| 5 de agosto de 2003   | Thickskin              | Blind Man Sound |
| 24 de octubre de 2006 | Revolutions per Minute | SPV GmbH        |
| 14 de octubre de 2022 | The Gang’s All Here    | earMUSIC        |

### Extended Plays (EP)
| Fecha                    | Álbum                              | Discográfica |
| ------------------------ | ---------------------------------- | ------------ |
| 22 de septiembre de 1992 | B-Side Ourselves                   | Atlantic     |
| 16 de abril de 2013      | United World Rebellion - Chapter 1 | Megaforce    |
| 2014                     | United World Rebellion - Chapter 2 | Megaforce    |

### Recopilatorios
| Fecha                  | Álbum                             | Discográfica |
| ---------------------- | --------------------------------- | ------------ |
| 28 de marzo de 1995    | Subhuman Beings on Tour (en vivo) | Atlantic     |
| 3 de noviembre de 1998 | 40 Seasons: The Best Of Skid Row  | Atlantic     |

### Sencillos
| Año  | Título                                 | US Hot 100 | US Mainstream Rock | UK singles | Álbum                  |
| ---- | -------------------------------------- | ---------- | ------------------ | ---------- | ---------------------- |
| 1989 | "Youth Gone Wild"                      | 99         | 27                 | 42         | Skid Row               |
| 1989 | "18 and Life"                          | 4          | 11                 | 12         | Skid Row               |
| 1989 | "I Remember You"                       | 6          | 23                 | 36         | Skid Row               |
| 1991 | "Wasted Time"                          | 88         | 30                 | 20         | Slave to the Grind     |
| 1991 | "Monkey Business"                      | —          | 13                 | 19         | Slave to the Grind     |
| 1991 | "In a Darkened Room"                   | —          | —                  | —          | Slave to the Grind     |
| 1991 | "Slave to the Grind"                   | —          | —                  | 43         | Slave to the Grind     |
| 1992 | "Youth Gone Wild/Delivering the Goods" | —          | —                  | 22         | B-Side Ourselves       |
| 1995 | "My Enemy"                             | —          | —                  | —          | Subhuman Race          |
| 1995 | "Breakin' Down"                        | —          | —                  | 48         | Subhuman Race          |
| 1995 | "Into Another"                         | —          | 28                 | —          | Subhuman Race          |
| 2003 | "Ghost"                                | —          | —                  | —          | Thickskin              |
| 2003 | "Thick Is The Skin"                    | —          | —                  | —          | Thickskin              |
| 2003 | "New Generation"                       | —          | —                  | —          | Thickskin              |
| 2006 | "Shut Up Baby, I Love You"             | —          | —                  | —          | Revolutions per Minute |
| 2006 | "Strength"                             | —          | —                  | —          | Revolutions per Minute |

### Videos / DVD
- Oh Say Can You Scream
- No Frills Video
- Road Kill
- Under the Skin